# Сарајево дио — Илиџа
Сарајево дио — Илиџа је насељено мјесто у општини Источна Илиџа, град Источно Сарајево, Република Српска, БиХ. Према попису становништва из 2013. у насељу је живјело 10.442 становника.

## Географија
Насељено мјесто Сарајево дио — Илиџа је дио бившег јединственог насељеног мјеста Сарајево дио — Илиџа, који је након потписивања Дејтонског споразума остао у Републици Српској. Насеље је мале површине и налази се у западном дијелу општине. Припада мјесној заједници Војковићи.
Дијелови насељеног мјеста Сарајево дио — Илиџа:
- Бијело Поље
- Блаца
- Васковићи
- Војковићи
- Горњи Которац
- Доњи Которац
- Грлица
- Доње Младице
- Кула
- Шешлије

## Становништво
Према попису становништва из 1991. године, јединствено насељено мјесто је имало 63.179 становника. Према подацима Агенције за статистику Босне и Херцеговине на попису становништва 2013. године, у општини је пописано 10.442 лица.